# David Beckham
David Robert Joseph Beckham (Leytonstone, Londres, 2 de maig del 1975) més conegut com a David Beckham, és un exjugador professional de futbol que jugava com a migcampista. Va ser nomenat Oficial de l'Orde de l'Imperi Britànic l'any 2003.

## Biografia

### Infància i educació

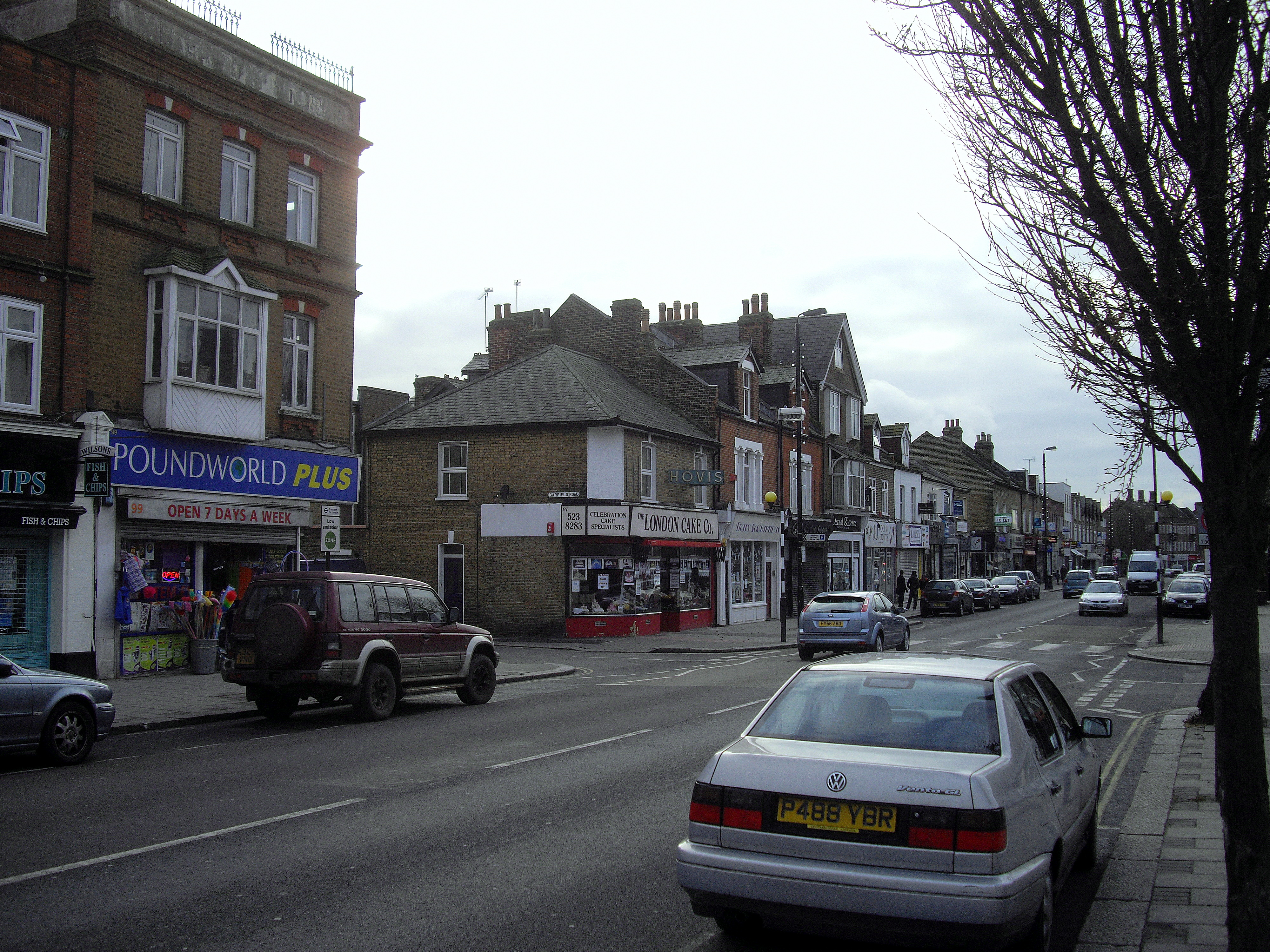
Chingford Street, la casa de la infància de Beckham.

David Beckham va néixer a l'Hospital Universitari Whipps Cross el 2 de maig de 1975 a Leytonstone, un districte del nord-est de Londres. És fill de David Edward Alan Ted Beckham (nascut el 1948 a Edmonton, Londres), empleat d'una fàbrica de material de cuina, i Sandra Georgina West (nascuda el 1949 a Hackney, Londres), perruquera de professió i que s'havien casat al districte londinenc de Hackney el 1969.
En el seu llibre Both Feet on the Ground, descriu la influència de la religió sobre ell. Diu que, de gran, anava a l'església cada setmana amb els seus pares i les dues germanes Joanne i Lynne, «perquè era l'única manera que el seu equip podia jugar a futbol». El seu avi matern, Joe West, és jueu i es descriu a si mateix com mig jueu. «Segurament he tingut més contacte amb el judaisme que amb qualsevol altra religió».
Quan era nen, David jugava regularment al futbol al parc de Ridgeway, Chingford. Va acudir al col·legi de primària de Chase Lane i al col·legi de la fundació de Chingford. En una entrevista de 2007, Beckham va dir que «A l'escola sempre que el professor li va preguntar: 'Què vols fer quan siguis gran? Jo responia: 'Vull ser futbolista'. I em deien: 'No, ¿què és el que realment vols fer, per a un treball?' Però això era l'única cosa que sempre he volgut fer».
La seva mare prové d'una família jueva i Beckham es refereix a si mateix com mig jueu i ha comentat: «Probablement he tingut més contacte amb el judaisme que amb qualsevol altra religió», tot i que no se li coneix que practiqui el judaisme o una altra religió. En el seu llibre Both Feet on the Ground, indica que mentre creixia, sempre acudia a l'església amb els seus pares i les seves dues germanes, Joanne i Lynne.
Els seus pares són àvids seguidors del Manchester United i sovint van a Old Trafford per veure els partits de l'equip. David Beckham va heretar el seu amor pel club dels seus pares, tot i que va néixer i es va criar a prop de White Hart Lane, l'estadi del Tottenham Hotspur. Va assistir a una de les escoles de futbol de Bobby Charlton a Manchester (va ser guardonat amb 1 premi per a joves talents als 11 anys) i va tenir l'oportunitat de participar en l'entrenament del FC Barcelona. Beckham juga en un club local anomenat Ridgeway Rovers, entrenat pel seu pare, Stuart Underwood i Steve Kirby. El 1986, durant un partit contra el West Ham, Beckham va ser la mascota del Manchester United. De jove, va provar per a diversos clubs locals com el Leyton Orient, Norwich City i va assistir a la Tottenham School, que també va ser el primer club on va jugar. Beckham va jugar dos anys al Brimsdown Rovers i va ser escollit millor jugador menor de 15 anys el 1990. També va assistir a l'Acadèmia Preparatòria de Bradenton, però va signar un contracte juvenil amb el Manchester United en el seu quinze aniversari.

### Manchester United (1991-2003)

#### Fi de la formació i debut professional (1991-1995)
Ferguson tenia com a objectiu fitxar el noi per a l'equip de l'escola United i va descriure els beneficis d'aquest moviment. Després d'una conversa amb la família, Beckham va decidir que els beneficis cobrien més que qualsevol mancança, i el nen va posar la seva signatura al contracte.
El 1992, va guanyar la FA Youth Cup amb Paul Scholes, Ryan Giggs, Gary Neville i Nicky Butt.
Va marcar en el primer partit de la final a doble partit contra el Crystal Palace, al final, per la suma de dos jocs, el United va guanyar amb un marcador global de 6–3.
Les seves exitoses aparicions a la Copa van forçar l'atenció del cos tècnic de l'equip principal i Beckham va començar a sentir-se atret pels partits de l'equip principal.
El 28 de setembre de 1992, va jugar els seus primers 17 minuts a la Copa de la Lliga contra el Brighton . David Beckham va debutar professionalment amb Preston durant la temporada 1994–95, després va fer la seva primera aparició amb el Manchester United el 2 d'abril de 1995 en un partit de la Premier League, marcant un gol contra el Leeds United. Va ser també en aquell any que Beckham va marcar el gol de la victòria a la semifinal de la FA Cup al Villa Park contra el Chelsea. Aquella temporada 1994–95 jugaria amb el United en quatre partits més, però aquell any de futbol va acabar amb una decepció per a l'equip. El club va perdre la lluita pel títol davant el Blackburn per un punt de diferència, i el United va ser derrotat per l'Everton per 1-0 a la final de la FA Cup.

#### Joventut al poder (1995-1999)
L'entrenador del Manchester United, Alex Ferguson, té una gran fe en els seus joves jugadors. Quan tres dels seus jugadors clau van abandonar el club l'estiu de 1995, va decidir substituir-los per jugadors joves del centre d'entrenament en lloc de comprar jugadors. Això va atreure fortes crítiques, que van augmentar quan el United va començar la temporada amb una forta derrota per 3-1 davant l'Aston Villa (rivals històrics de Munic), amb l'únic gol del Manchester marcat per Beckham. Tanmateix, els del Manchester van guanyar els cinc partits següents. Posteriorment, Beckham es va guanyar el seu lloc a l'equip i va guanyar la Premier League i la FA Cup. A la semifinal contra el Chelsea, va marcar el gol de la victòria i a la final va fer el córner que va fer victoriós Eric Cantona contra el Liverpool.
L'agost de 1996, Beckham es va convertir en un nom familiar, després de marcar un gol espectacular contra Wimbledon. Amb el Manchester United avançant 2-0, Beckham va notar que el porter contrari Neil Sullivan es trobava lluny de la porteria i disparava des del centre del camp. La pilota llança el porter i acaba a la xarxa. Després d'aquesta acció espectacular, Beckham va ser esmentat sovint a la premsa. Beckham es va convertir gradualment en indispensable, i va permetre al United retenir el seu títol de campió d'Anglaterra. Al final de la temporada, va ser escollit jugador jove de l'any pels seus companys.
El Manchester United va començar bé la temporada 1997-1998, amb Beckham anotant a la segona jornada del campionat, el 13 d'agost de 1997 contra el Southampton FC, donant la victòria al seu equip (puntuació final 1-0) . Però diversos jugadors de la plantilla estan lesionats, fet que també perjudica el rendiment de l'equip. MU va acabar la temporada en segon lloc del campionat, darrere de l'Arsenal.

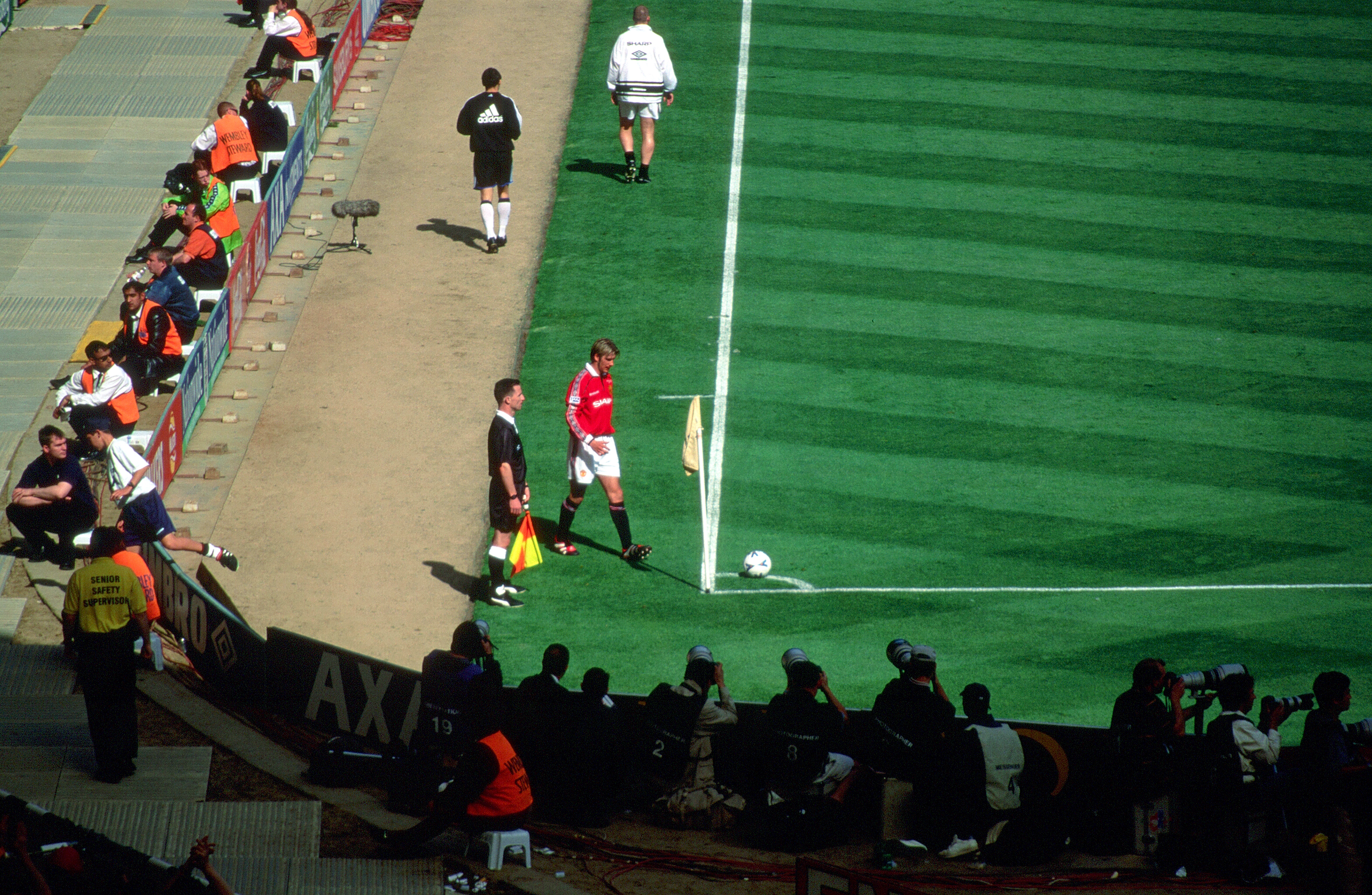
Beckham es prepara per fer un córner durant la final de la FA Cup 1998–99.

L'any 1998-1999, va guanyar la Champions contra el FC Bayern de Múnic, al final d'un partit on els de Manchester van guanyar 2 gols a 1 després d'haver-se vist avançat 1 a 0 al 89 minut. Beckham va ser l'arquitecte de la victòria, donant dues assistències a Ole Gunnar Solskjær i Teddy Sheringham des d'un córner.
Fins i tot va guanyar el triplet: la lliga, la FA Cup i la Champions.

#### Estrella i conflicte amb Ferguson (1999-2003)
El 4 de juliol de 1999 es va casar amb Victoria Addams, amb qui té quatre fills: Brooklyn Joseph (nascut el 4 de març de 1999), Romeo James (nascut l'1 de setembre de 2002),Cruz David (nascut el 20 de febrer de 2005) i Harper Beckham (nascuda el 10 de juliol de 2011).
Els Red Devils van guanyar dos títols de la Premier League per un còmode marge el 2000 i el 2001, i Beckham va ser part integral d'això, el principal mecanisme d'aquella màquina del United, marcant 15 gols en aquestes dues temporades, jugant en cadascuna d'elles més de 31 partits.
La temporada 2001-2002, David va augmentar encara més el ritme i va assolir un nou nivell, marcant 16 gols en tots els tornejos per equips. Va resultar que aquesta temporada seria la més rica en gols de la carrera de Beckham
El 10 d'abril de 2002, Beckham es va lesionar durant el partit de la Lliga de Campions contra el Real Club Deportivo de La Coruña (victòria per 3-1 del MU), fracturant-se el segon os metatarsià del peu esquerre. Als mitjans britànics es va especular sobre si la lesió va ser intencionada, atès que el jugador que va lesionar Beckham va ser l'argentí Aldo Duscher i que Anglaterra i Argentina es van enfrontar al Mundial del 2002. La lesió el va descartar durant la resta de la temporada, però Beckham va signar un nou contracte de tres anys al maig després de mesos de negociacions amb el club, inclosos els extres dels seus drets d'imatge. El sou que promet aquest nou contracte, així com els mercats que ofereix, el converteixen en el jugador millor pagat de la seva època.
Tot i que l'equip va començar malament la temporada, els resultats dels de Manchester van millorar a partir del desembre. La seva relació amb el seu entrenador es va deteriorar el 15 de febrer de 2003 quan, al vestidor després d'una derrota davant l'Arsenal Football Club, Alex Ferguson va colpejar una bota, que va colpejar a Beckham a la cella dreta, causant-li una lesió que va requerir punts de sutura. L'incident ha despertat l'emoció per un possible traspàs de Beckham, amb apostes sobre qui deixaria el club, Ferguson o Beckham.
Beckham va ser nomenat Oficial (OBE) de l'Orde de l'Imperi Britànic per la seva actuació el 13 de juny de 2003.
Al final de la temporada, va decidir deixar el club.
Durant els seus onze anys al Manchester United, Beckham va jugar més de 400 aparicions amb els Red Devils, marcant 85 gols.
Durant les classificacions al Mundial de Corea i Japó, va aconseguir classificar Anglaterra a l'últim partit, marcant un gol de falta contra Grècia quedant pocs minuts per al final del partit, aquest fet el va fer més popular internacionalment.
Al 10 d'abril del 2002, Beckham va ser lesionat durant un partit de la Lliga de Campions contra el Deportivo de La Coruña. Es va trencar el segon metatarsal del seu peu esquerre. La lesió va tenir al jugador fora dels terrenys de joc durant la resta de la temporada, cosa que no li va impedir signar un nou contracte de renovació durant tres anys, on va esdevenir el jugador més ben pagat del món a aquest moment.
David va recuperar-se per a l'inici del mundial, jugant tots els partits de la selecció i marcant el gol de la victòria contra Argentina de penal. Anglaterra va ser eliminada del torneig contra Brasil, als quarts de final.
Les relacions entre Beckham i l'entrenador del seu club van empitjorar molt, i el Manchester el va voler vendre al FC Barcelona, però ell va refusar anar-hi i va signar un contracte amb el Reial Madrid, sent el tercer anglès en fitxar pel club blanc després de Laurie Cunningham i Steve McManaman.

### Reial Madrid Galácticos (2003-2007)

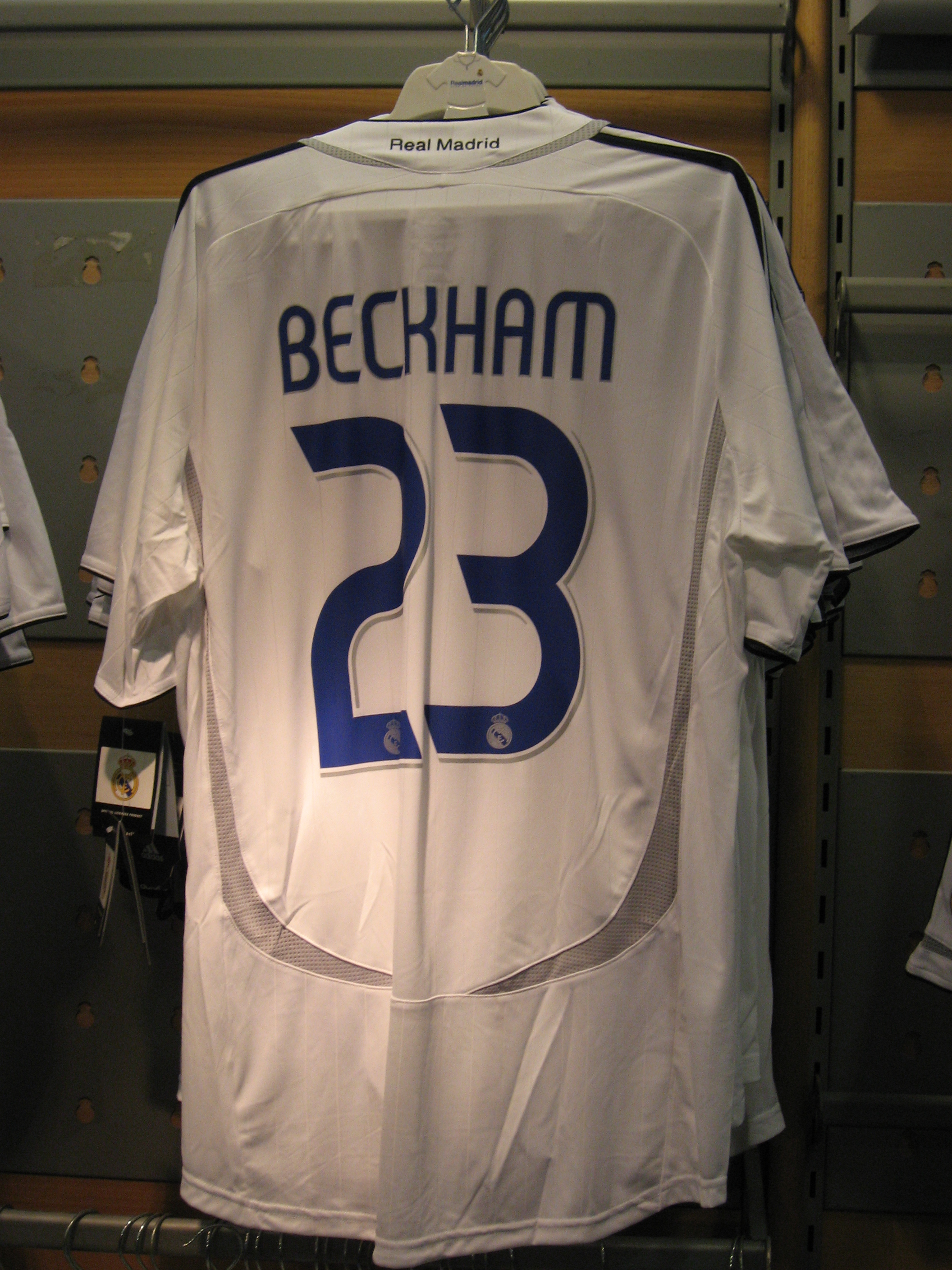
A la seva arribada al Reial Madrid, Beckham va triar el número 23 en referència al jugador de bàsquet Michael Jordan.

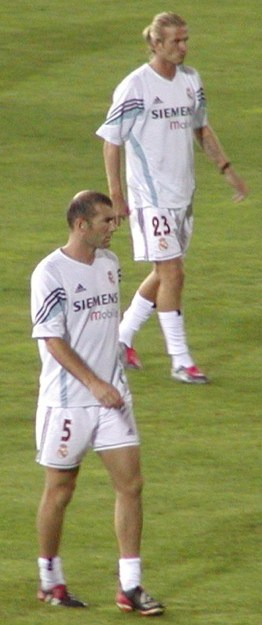
Beckham (n 23) i Zinedine Zidane (n 5) a l'entrenament del Reial Madrid l'agost de 2003.

El juliol 2003, David Beckham va abandonar el Manchester United per incorporar-se al Reial Madrid, que va pagar 37,5 milions d'euros per garantir els seus serveis. El traspàs va convertir a Beckham en el jugador més car mai venut pel Manchester United i en el quart jugador més car de la història del Reial (per darrere de Zinédine Zidane, Luís Figo i Ronaldo). El FC Barcelona també cobejava el jugador.
Es va especular sobre si el Reial Madrid volia només a Beckham per la seva capacitat d'atreure nous mercats, i per a vendre samarretes més que per la seva capacitat com a futbolista. Per exemple el Reial Madrid va guanyar 624.000 € en samarretes el dia del fitxatge. Beckham volia el dorsal número set, però estava en propietat de Raúl González per contracte i va elegir el número 23, dorsal que portava el seu ídol Michael Jordan.
Beckham va marcar el seu primer gol amb el Real el 30 d'agost de 2003, el dia inaugural de la temporada de la Lliga 2003-04, contra el Real Betis. Com a titular, va obrir el marcador, contribuint així a la victòria del seu equip (puntuació final 2-1) .
Beckham es va convertir ràpidament en una estrella entre els seguidors del Reial Madrid. Al final, el València CF va guanyar la lliga. El Reial Madrid va acabar la temporada en quarta posició. El Madrid va ser eliminat de la UEFA Champions League als quarts de final per l'AS Monaco i va perdre a la final de la Copa del Rei.
La 2004-2005 va ser una temporada regular per a ell. Tot i que Anglaterra ho feia força bé a la classificació per al Mundial, el Reial Madrid és inconsistent. A la Champions, va acabar classificant-se per als vuitens de final i després va ser eliminat per la Juventus (1-0 a l'anada, 0-2 després de la pròrroga de la tornada). A l'anada, Beckham va donar l'assistència d'una falta per a la porteria d'Iván Helguera, en un partit molt disputat i marcat sobretot per l'esclat de la pilota. El Madrid va acabar el campionat d'Espanya clarament per darrere del FC Barcelona.
Beckham va jugar a tots els partits d'Anglaterra a la Eurocopa de Portugal. Eliminant a França de penal i fallant un altre contra Portugal als quarts de finals, no podent guanyar el partit.
Durant la temporada 2005-06, Beckham va obrir acadèmies de futbol a Los Angeles i a l'est de Londres.
Al mundial d'Alemanya del 2006, Beckham va marcar de falta als vuitens de finals contra Equador, sent el primer jugador anglès en marcar a tres mundials diferents. Anglaterra va ser eliminada als quarts de final contra Portugal, on Beckham no va poder acabar el partit a causa d'una lesió.
Amb el nou entrenador del Reial Madrid, Fabio Capello, Beckham va començar a jugar menys, gairebé sempre com a suplent, i dels nou primers partits de Beckham, el Reial Madrid va perdre'n set.
En la seva tercera temporada al Reial Madrid, el club va quedar segon a la lliga espanyola, de nou per darrere del FC Barcelona amb una diferència de dotze punts. A la Champions, el Reial va ser eliminat als vuitens de final per l'Arsenal (0-1, 0-0). Tot i la manca de trofeu, Beckham va fer una de les seves millors temporades al club i va ser  batejat millor jugador de la temporada del club.
El 10 de gener del 2007, després de llargues negociacions, el director esportiu del Reial Madrid, Pedrag Mijatovic, va anunciar que Beckham no renovaria pel club al final de la temporada. L'endemà, el jugador va anunciar que tenia un contracte signat per a jugar durant cinc anys amb l'equip americà Los Angeles Galaxy a partir de l'1 de juliol del 2007.
Aquest fet va provocar que l'entrenador Fabio Capello afirmés que l'anglès no jugaria més al Reial Madrid, encara que hi seguiria entrenant. Després de fortes crítiques de la premsa, Fabio Capello va tornar a convocar a Beckham el 10 de febrer del 2007, per al partit contra la Reial Societat on Beckham va marcar, i el Reial Madrid, gràcies al seu gol va poder remuntar.
A l'octubre de 2008, el vicepresident de l'AC Milan, Adriano Galliani, va confirmar que el jugador anglès jugaria cedit al club italià durant uns mesos a partir de gener del 2009.

#### Entre Los Angeles i Milà (2007-2010)
L'11 de gener de 2007, es va confirmar que David Beckham deixava el Reial Madrid per a l'equip de la Major League Soccer de Los Angeles Galaxy amb un contracte de cinc anys que li pagava 5,5 milions de dòlars anuals (100 milions de dòlars (incloses les bonificacions) en brut). salari, però que li podria permetre guanyar 50 milions de dòlars anuals, o uns 90 dòlars per segon en el camp, diu Beckham: «Després de plantejar-me diverses opcions per quedar-me a Madrid o unir-me a un altre gran club, a Anglaterra o a Europa, vaig decidir unir-me al LA Galaxy».
Va debutar amb el seu nou club el 21 de juliol de 2007, en un partit amistós contra el Chelsea. Beckham va jugar els últims quinze minuts però no va poder evitar la derrota del seu equip (1-0). Després es va lesionar el turmell però encara va debutar oficialment al campionat contra el DC United  el 9 d'agost de 2007, jugant uns vint minuts al final del partit (derrota 2-0). En el seu tercer partit amb el LA Galaxy, a les semifinals de la SuperLiga, competició entre equips nord-americans i mexicans, Beckham va marcar el seu primer gol amb un tir lliure des de 20 metres. La pilota, perfectament colpejada, acaba a la petita xarxa esquerra de la porteria de Troy Perkins després de passar per sobre de la paret del DC United. També va oferir una assistència, que va permetre al seu equip guanyar 2-0 i enfrontar-se als mexicans del CF Pachuca el 29 d'agost de 2007 a la final. Malauradament, sense el lesionat Beckham, LA Galaxy va perdre la final.
Comença la seva segona temporada amb el Los Angeles Galaxy. És un titular indiscutible del seu equip gràcies a les seves bones actuacions, i porta el braçalet de capità. El 25 de maig de 2008, va marcar un gol contra Kansas City en el temps afegit de la segona part amb un xut 70 metres. Recuperant un córner perdut pels Wizards, l'anglès corre durant uns quinze metres després colpeja 20 metres del cercle central i marca a porteria buida, aprofitant l'ascens del porter contrari a córner a l'inici de l'acció.
A l'octubre de 2008, hi havia cada cop més rumors persistents sobre un possible préstec de David Beckham a l'AC Milan a partir del gener de 2009. En efecte, com que el seu equip no s'ha pogut classificar per a la resta del campionat nord-americà, desitja continuar jugant aquesta temporada al màxim nivell per poder ser competitiu a la selecció anglesa per a les eliminatòries per al Mundial 2010. Finalment va ser cedit per 2 mesos a partir del 7 de gener de 2009 i romandria a l'AC Milan fins al 9 de març de 2009.

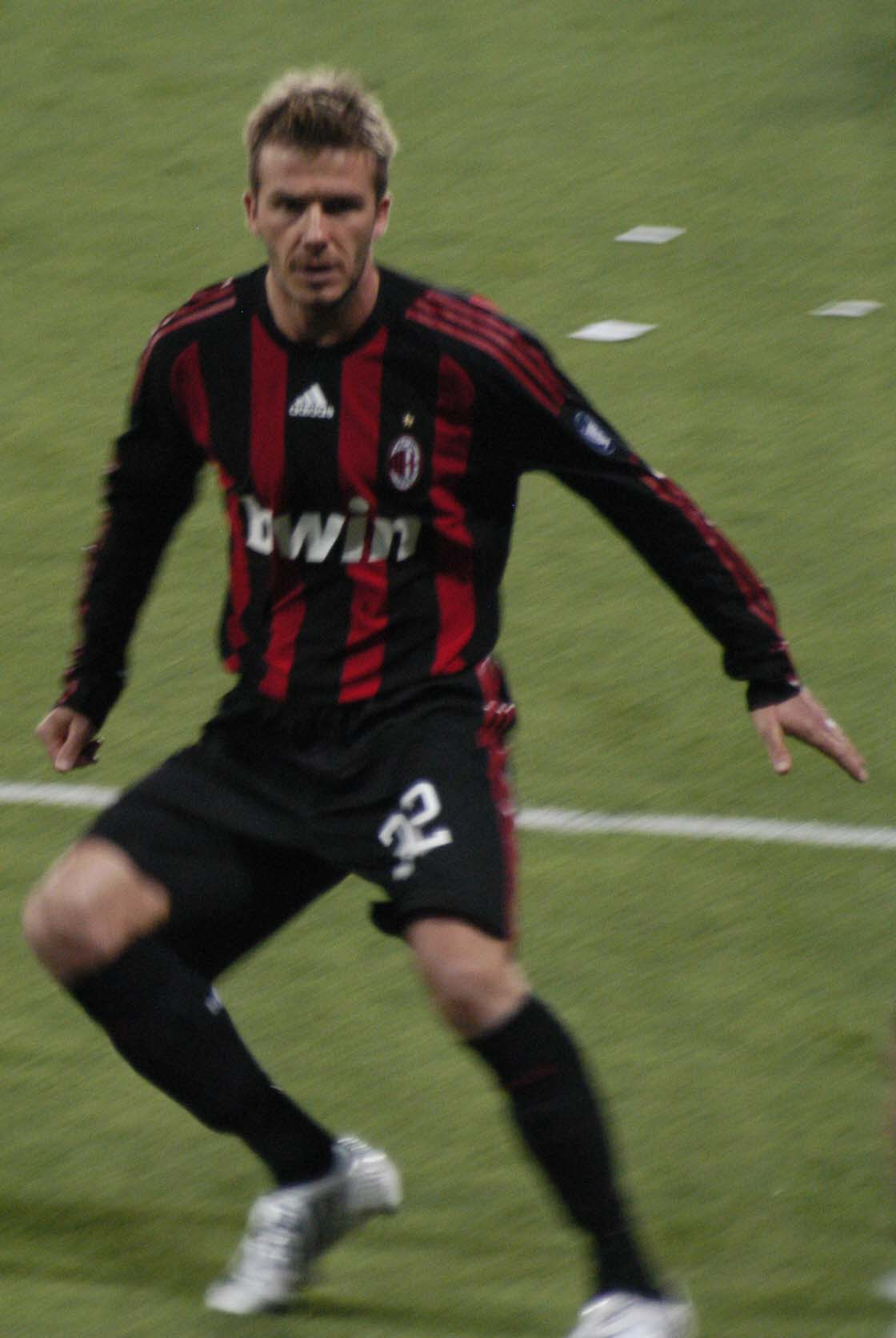
Beckham el juny de 2009 amb l'AC Milan.

A la seva arribada a Itàlia, l'anglès va impressionar amb la seva feina a l'entrenament, cosa que li va permetre estar físicament preparat per a la reinici al gener. Carlo Ancelotti el va iniciar des del principi per al seu primer partit de la Sèrie A contra l'AS Roma (2-2), relegant Mathieu Flamini a la banqueta. Omplint el paper de recuperador d'alguna cosa del lesionat Gattuso, la seva actuació va ser sòlida, igual que el segon davant la Fiorentina la setmana següent. En el tercer partit, contra el Bolonya, va marcar el seu primer gol a Milà amb un cop precís des d'un angle ajustat. A més, en aquest partit juga en la seva posició habitual de migcamp dret, mentre que es va conformar amb quedar-se en els seus dos primers partits. Va ser en aquesta ocasió quan Beckham va començar a cridar l'atenció del públic milanès. Però l'anglès no s'hi va aturar, ja que tres dies després, contra el Genoa, va desbloquejar un partit ajustat en obrir el marcador amb una falta des de l'esquerra, que li va permetre destacar en l'exercici de tir lliure on competeix amb Andrea Pirlo. Uns dies més tard, Beckham es va distingir de nou contra la Lazio a Roma amb dues assistències per a Pato i després Massimo Ambrosini, la segona passada es va lliurar d'un tir lliure. Beckham va ser decisiu en aquesta victòria per 3-0 del Milan. Les seves bones actuacions i l'escenari el van fer canviar d'opinió sobre la tornada als Estats Units i després va proclamar el seu desig de quedar-se. L'AC Milan inicialment es va plantejar comprar-lo, però la direcció de Los Angeles Galaxy no va voler vendre'l a un preu baix. Després de llargues negociacions, el seu préstec es va prorrogar finalment fins al 30 de juny de 2009, el dia abans de la seva suposada marxa. Tanmateix, des del punt de vista esportiu, el seu febrer del 2009 va ser un mes difícil, igual que el seu equip. El Milan queda enrere a la lliga i eliminat de la Copa de la UEFA. El 8 de març de 2009, el dia que va anunciar que es quedaria a Milà, l'anglès va fer possiblement la seva millor actuació davant l'Atalanta Bergamasca Calcio (3-0). Posicionat com a creador de joc davant l'absència de Clarence Seedorf i Kaká, va enllaçar gestos tècnics, passades i creus, fet que li va valer una ovació a la seva sortida dels tifosi milanesos, igual que Filippo Inzaghi que va fer un hat-trick. El març de 2009, en tornar de la selecció, va patir un problema a l'espatlla i va quedar a la banqueta davant el Lecce i després la setmana següent contra el Chievo Verona. De tornada contra el Torino FC, va tenir un dels seus millors partits, proporcionant dues noves assistències a Inzaghi. El seu final de temporada, en canvi, va ser molt més anònim, sobretot durant el enfrontament contra la Juventus on va ser molt discret. Per al seu darrer partit a Milà davant la Fiorentina, l'anglès es va dedicar a saludar tots els seus companys quan va ser substituït per Gattuso al 80 minut.
El 14 d'octubre de 2009, al marge d'un partit amb Anglaterra, Beckham va anunciar que un nou préstec de gener de 2010 amb l'AC Milan es va fer a 95 anys. Aquesta informació va ser confirmada llavors per Adriano Galliani, vicepresident de l'AC Milan.
Beckham es va incorporar a l'AC Milan el gener de 2010, entrenant regularment amb els seus companys d'equip. El seu entrenador Leonardo va decidir iniciar-lo en el seu primer partit. Va fer un bon partit, encara que no va aconseguir marcar. En el partit de tornada de la Champions contra el Manchester United, va rebre una gran ovació a Old Trafford, després d'haver passat onze temporades amb la samarreta dels Red Devils. El diumenge 14 de març de 2010 es va lesionar durant el partit contra el Chievo Verona. Va ser operat d'una ruptura del tendó d'Aquil·les l'endemà, fet que li va impedir participar en la Copa del Món de la FIFA 2010.

#### Últims títols americans (2010-2012)
La temporada 2011 de la MLS va veure que el Los Angeles Galaxy va acabar primer a la Conferència Oest i la temporada regular amb 67 punts. A les semifinals de la conferència, Beckham i el seu equip van eliminar els New York Red Bulls de Thierry Henry. El 7 de novembre de 2011, a la final contra el Real Salt Lake, el Galaxy va guanyar (3–1) i es va classificar per a la final de la MLS de 2011 contra el Houston Dynamo. El 10 de novembre de 2011, Beckham va ser cridat a l'equip tota la temporada de la MLS 2011. El 20 de novembre de 2011 a l'Home Depot Center, va guanyar la Copa Major League Soccer, guanyant el Houston Dynamo (1–0).

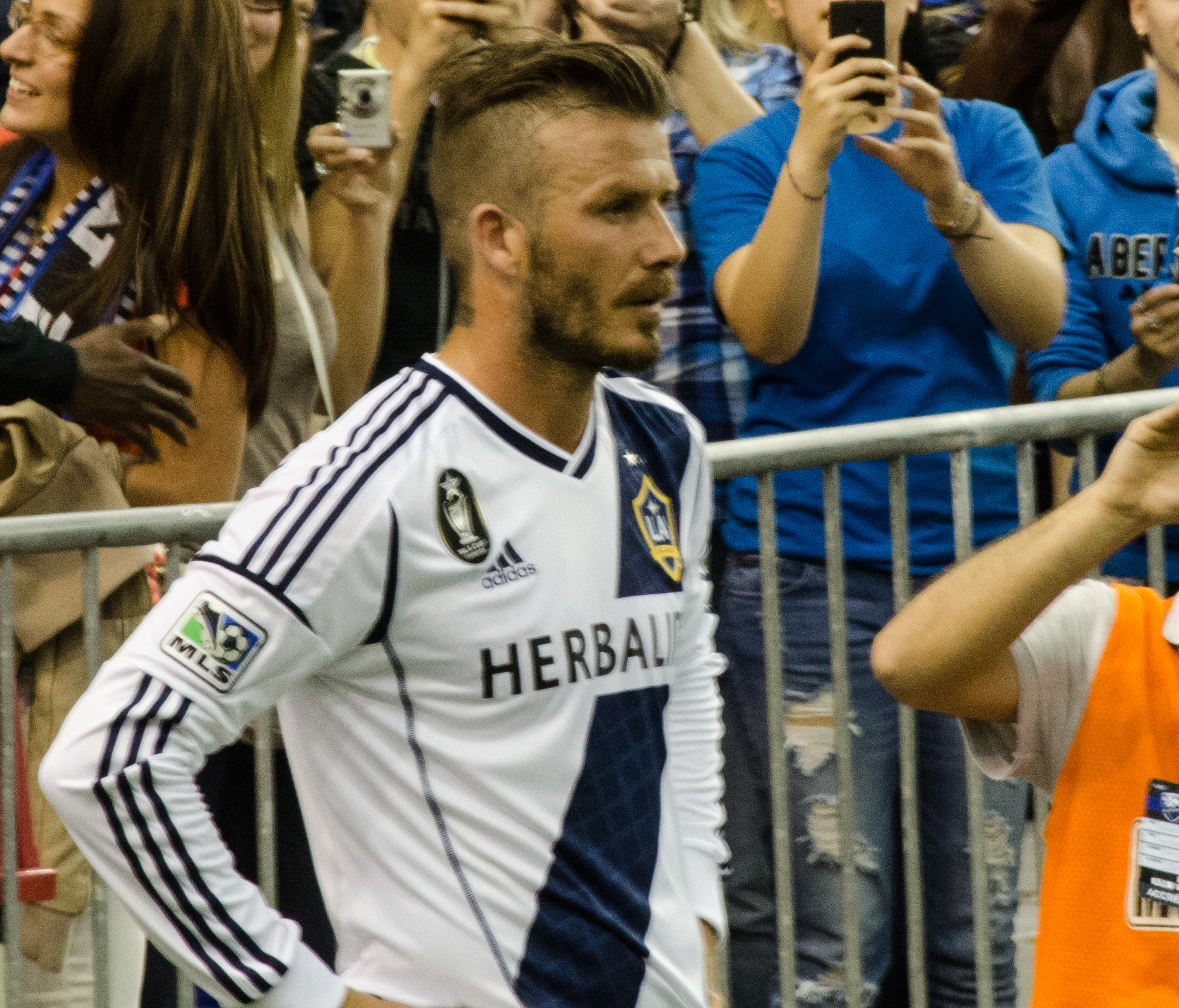
David Beckham el maig de 2012 amb el Los Angeles Galaxy.

Amb el contracte de l'anglès que va acabar el desembre de 2011, es va trobar sense club i després de fracassar les negociacions amb el Paris Saint-Germain, va ampliar el seu contracte per dos anys amb el Los Angeles Galaxy el 19 de gener de 2012.
El 15 de juliol de 2012, Beckham va marcar dos gols contra els Portland Timbers a la MLS. Va contribuir així a la victòria del seu equip per cinc gols a tres.
L'1 2012 va guanyar la Copa de la Major League Soccer amb el Galaxy contra el Houston Dynamo per segona vegada consecutiva amb un marcador de (3-1).

### Fi de carrera al Paris Saint-Germain (2013)
Beckham va fitxar pel Paris SG el 31 de gener de 2013, l'últim dia de la finestra de transferència d'hivern. Està compromès fins al 30 de juny de 2013 per un sou de 88.100 € bruts mensuals. Es compromet a donar tota la part en efectiu del seu sou, 31.000 € al mes (o 155.000 € durant 5 mesos), a organitzacions benèfiques. Finalment, les autoritats fiscals van sol·licitar que es pagués la totalitat del sou brut, per la qual cosa el club va pagar una quantitat no detallada entre 445.500 € i 950.000 € a l'hospital Necker-Enfants Malades, soci de la Fundació Paris Saint-Germain i al Robert -Hospital Debré, soci de l'associació CéKeDuBonheur.
El 24 de febrer de 2013 va vestir la samarreta del París SG per primera vegada en competició oficial amb motiu del Clàssic enfrontant el PSG a l'Olympique de Marsella, comptant per al 26 Jornada de Lliga 1 Arribat al final del partit, va ser l'origen del segon gol del seu equip alliberant Jérémy Ménez que va centrar per Zlatan Ibrahimović (2-0). Al mateix temps, es converteix en el 400 jugador que vestirà la samarreta del Paris Saint-Germain. Tres dies després, va aconseguir la seva primera sortida amb el PSG en els vuitens de final de la Copa de França davant el Marsella (2-0). El 2 d'abril de 2013, David Beckham va començar contra el FC Barcelona en l'anada dels quarts de final de la Lliga de Campions al Parc dels Princes (2-2). Així honra el 106 Partit de la Champions de la seva carrera. Va entrar com a suplent en el partit de tornada al Camp Nou (1-1). El 28 d'abril de 2013, durant la 34 dia, va rebre la seva primera targeta vermella a França contra Évian Thonon Gaillard, set minuts després d'entrar com a substitut. El diumenge 12 de maig de 2013, després del partit contra l'Olympique Lyonnais (1-0) al Stade Gerland de Lió, David Beckham es va convertir en campió de França amb el seu club. El 16 de maig de 2013, després de declinar una oferta per ampliar el seu contracte un any, va anunciar el final de la seva carrera professional. L'últim partit que va jugar va ser el penúltim de la temporada, contra el Stade Brestois 29. El dissabte 18 de maig de 2013 contra el Stade Brestois 29, va jugar el partit com a capità durant una nit. Durant aquest partit, va permetre al seu equip obtenir la victòria (3-1) i obrir el marcador desplaçant Chantôme a Ibrahimović. Posteriorment, d'un córner, va obtenir la seva segona assistència de la temporada, i la darrera de la seva carrera. Quan el personal l'avisa del seu pròxim alliberament, l'anglès es trenca i esclata a plorar. Surt del camp al minut 82, entre llàgrimes, substituït per Ezequiel Lavezzi. Tots els seus companys vénen a consolar-lo i a felicitar-lo per la seva trajectòria, l'estadi està dempeus per fer-li una gran ovació i aplaudir-lo, mentre que els brestoncs també l'aplaudeixen.

### A la selecció (1996-2009)

#### Debut internacional (1996-2000)
Durant la temporada 1995–96, David Beckham  va jugar amb el Manchester United, però no va ser seleccionat per a l'equip d'Anglaterra per jugar el Campionat d'Europa de 1996.
Beckham va fer la seva primera aparició internacional l'1 de setembre, contra Moldàvia en el primer partit de la ronda preliminar de la Copa del Món de 1998. Després va participar en tots els partits de classificació d'Anglaterra per a la Copa del Món de 1998.
David Beckham havia de jugar en tots els partits de França, però el director de l'equip, Glenn Hoddle, el va acusar públicament de no centrar-se en el torneig, i Beckham va quedar fora dels dos primers partits. Va tornar al terreny de joc durant el tercer partit contra Colòmbia i va marcar un tir lliure que va permetre que els anglesos guanyessin (2-0). En els vuitens de final, va rebre una targeta vermella per conducta violenta contra l'Argentina. Beckham va ser empès a l'esquena per Diego Simeone en una jugada i, mentre l'àrbitre xiulava una falta, Beckham, encara a terra, va reaccionar donant una puntada de peu a la cama de Simeone, que es va desplomar. L'àrbitre mostra Targeta groga a l'argentí i expulsa Beckham. Més tard, Simeone va admetre que s'ha exagerat en un intent de treure Beckham. El partit va acabar amb empat i Anglaterra va quedar eliminada als penals. Molts aficionats i periodistes culpen Beckham del fracàs d'Anglaterra. Va ser objecte de moltes crítiques, fins i tot va arribar a penjar una nina a imatge seva en un pub de Londres. El Daily Mirror va publicar una imatge del jugador al centre d'un tauler de dards.
Beckham va participar llavors a l'Eurocopa 2000. Va donar una assistència de tir lliure a Alan Shearer en el partit del segon grup contra Alemanya per a l'únic gol del partit (1-0) però no va ser suficient per classificar Anglaterra als quarts de final després de les dues derrotes del primer. partit contra Portugal (2-3) i després en el tercer partit decisiu contra Romania (2-3). És una decepció per a Anglaterra i Beckham, que estaven molt esperats, però eliminats a la primera ronda.

#### Capità delstres lleons(2000-2004)
A la temporada 2000–01, Beckham va rebre el braçalet de capità d’Anglaterra contra Itàlia. El seu equip va perdre per un gol a zero aquell dia.

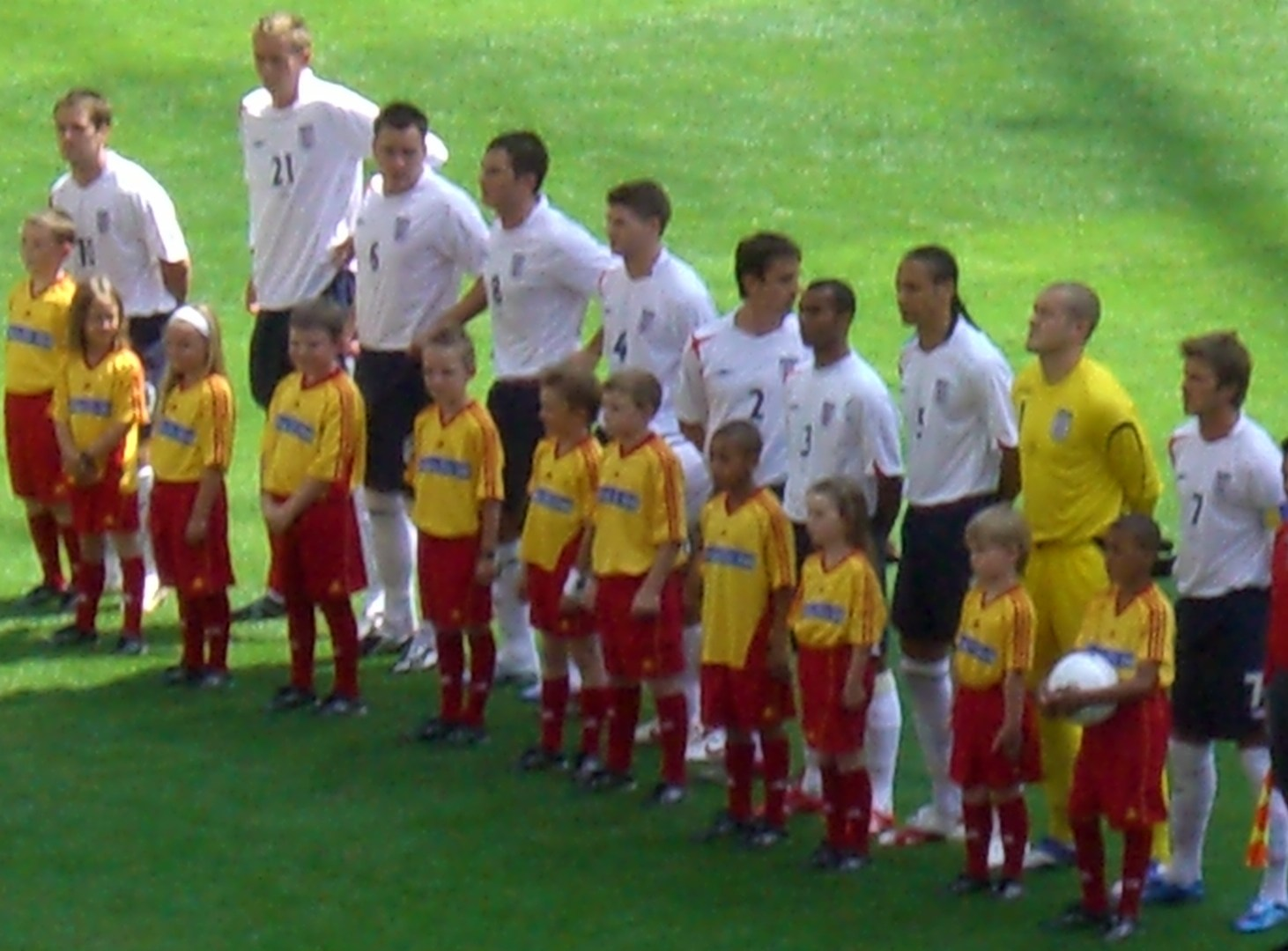
L'equip d'Anglaterra al Mundial de 2006. Beckham (dreta) és el capità.

Després del fracàs de l'Eurocopa 2000 i la derrota a casa contra Alemanya (0-1) a l'inici de les eliminatòries per al Mundial de 2002, la FA anglesa va confiar per primera vegada la selecció anglesa a un tècnic estranger, el suec Sven-Göran Eriksson substitueix Kevin. Keegan. Aleshores Anglaterra va aconseguir una rotunda victòria per 5-1 a Alemanya. Anglaterra va acabar primer del seu grup de classificació que incloïa Alemanya, Finlàndia, Grècia i Albània per davant d'Alemanya gràcies a un empat 2-2 contra Grècia en el seu darrer partit, gràcies al tir lliure directe de Beckham a l'últim minut.
Amb un empat 1-1 contra Suècia, un empat 1-0 contra l'Argentina i un empat 0-0 contra Nigèria, Anglaterra va acabar segon del seu grup, igualat a punts amb els suecs al Mundial de 2002. David Beckham, expulsat el 1998 contra els argentins, es va venjar quan va marcar el penal de la victòria. En els vuitens de final contra Dinamarca, Anglaterra es va classificar fàcilment amb un marcador de 3-0. Anglaterra va ser eliminada als quarts de final per l'eventual guanyador, Brasil.
Anglaterra va acabar primer, romanent invicta al seu grup de classificació per a l'Eurocopa 2004. El primer partit de l'Eurocopa comença quan va acabar l'Eurocopa 2000 per a Anglaterra: derrota en el temps de descompte. Després d'un gol contra França, Fabien Barthez rebutja un penal de David Beckham al 80 80. minut. Per tant, Anglaterra va perdre 1-2 davant els francesos però es va recuperar davant Suïssa (3-0) i Croàcia (4-2). Tot i un partit contundent i una bona resistència, Anglaterra va quedar eliminada als quarts de final als penals després d'un empat 2-2 contra Portugal. Beckham juga tots els partits d'Anglaterra.

#### Copa del Món 2006 i final gradual (2005-2009)

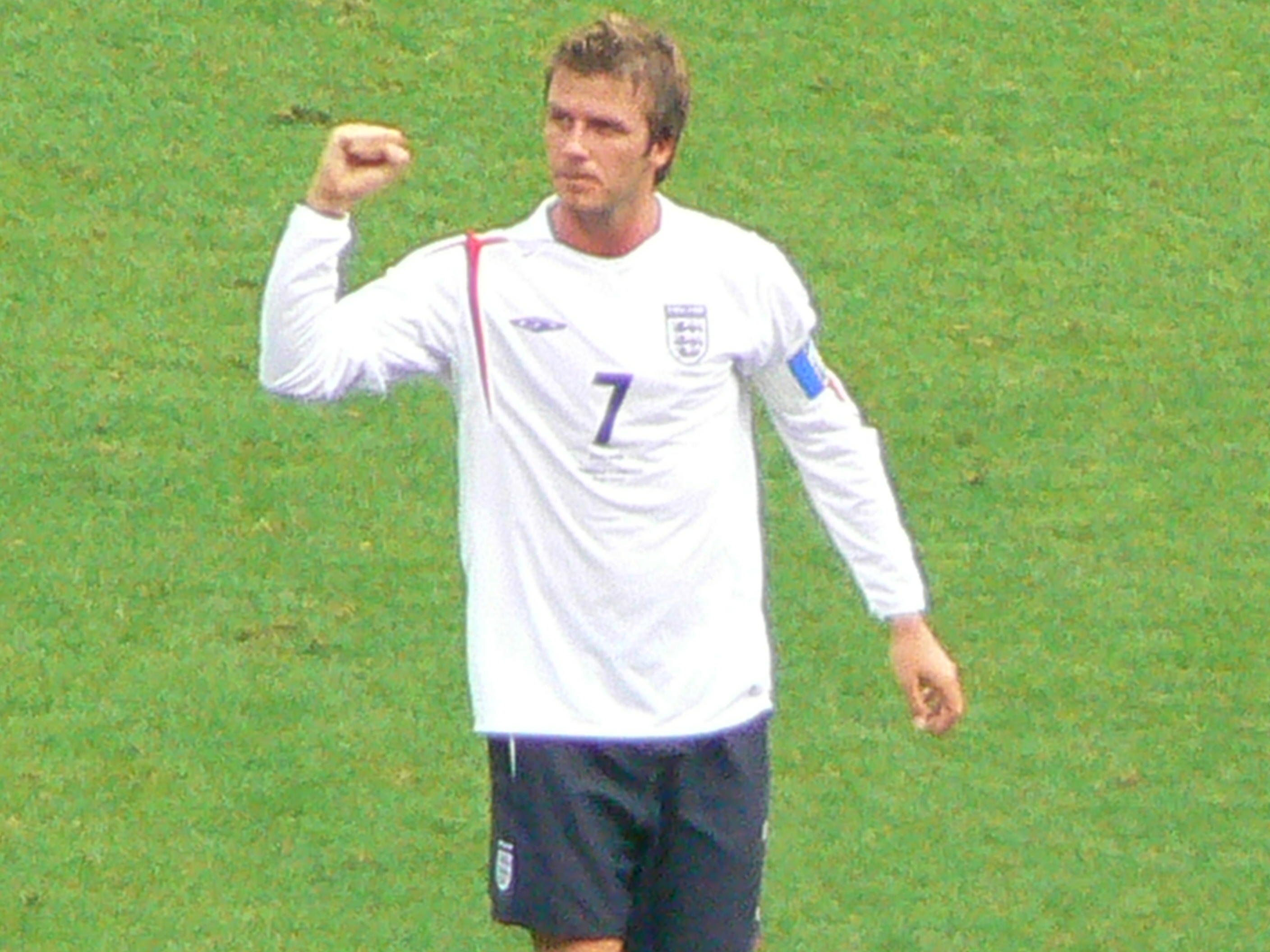
David Beckham a la Copa del Món de 2006.

A l'octubre de 2005, la targeta vermella rebut per Beckham contra Àustria el converteix en el primer capità anglès de la història a ser expulsat.
Durant la Copa del Món de la FIFA 2006, Anglaterra va ser considerada com a possibles guanyadors, però des de l'inici de la competició les actuacions de l'equip van ser considerades mitjanes, sobretot a causa de la manca de ritme en el joc. Beckham és criticat per la premsa i part del públic pel seu nivell de joc. En el primer partit entre l'equip britànic i el Paraguai, Beckham va llançar un tir lliure que va obligar a Carlos Gamarra a marcar en pròpia porteria, donant a Anglaterra la victòria per 1-0. En el següent partit, contra Trinitat i Tobago, la jugada de Beckham al 83 va permetre a Peter Crouch marcar. Beckham també va donar una assistència a Steven Gerrard, acabant el partit amb una victòria per 2-0. Així va ser anomenat L'home del partit pel patrocinador Budweiser. Els mitjans britànics van criticar l'actuació de Beckham en l'últim partit del Grup B contra Suècia (2-2), assenyalant la seva aparent incapacitat per guanyar la pilota de les cames del rival, fet que va impedir que Anglaterra guanyés. A la segona volta contra l'Equador, Beckham va anotar des d'un tir lliure al minut 59, convertint-se en el primer jugador anglès a marcar en tres copes del món diferents. Això li va donar una victòria a Anglaterra (1-0) i un lloc als quarts de final. Malalt abans del partit, va vomitar diverses vegades per deshidratació després del seu gol. En els quarts de final contra Portugal, Beckham va ser substituït poc després del descans per lesió. L'equip anglès va ser derrotat als penals (3-1), després d'haver empatat (0-0) abans del temps afegit. Després de la seva substitució, Beckham es va veure afectat visiblement per no poder jugar, arribant a plorar.
L'endemà de l'eliminació, en una roda de premsa, David Beckham va declarar: «Ha estat un honor i un privilegi ser capità de l'equip del meu país, però després d'haver ocupat aquest càrrec durant 58 dels meus 95 partits, crec que és hora de passar el braçalet mentre entrem en una nova era amb Steve. McClaren».
Després d'haver abandonat la seva capitania després de la Copa del Món, Beckham va deixar l'equip d'Anglaterra per complet, que va ser entrenat pel nou entrenador Steve McClaren des de l'11 d'agost de 2006. McClaren diu que és «buscant altres direccions amb el seu equip, i aquell Beckham no s'hi inclou». McClaren, però, assegura que Beckham serà recordat en un futur proper o llunyà. Shaun Wright-Phillips, Kieran Richardson i el substitut de Beckham, Aaron Lennon, estan tots implicats, lluitant per l'extrem dret, on també juga Steven Gerrard. A principis de setembre de 2006, hi va haver rumors que McClaren recordaria Beckham després que Lennon fos ferit i Owen Hargreaves es trenqués la cama. No obstant això, malgrat la pressió mediàtica i figures destacades de l'esport com Bobby Robson, Glenn Hoddle, Mark Lawrenson i Alan Hansen, tots argumenten que hauria de ser a l'equip, McClaren no recordava Beckham. Al desembre de 2006, l'entrenador d'Anglaterra va declarar que Steven Gerrard havia substituït el paper de Beckham a l'equip: «Ho sabem tot sobre David Beckham i el seu treball al costat dret. Però el joc i la passada d'Stevie són tan bons com qualsevol al món».
Després d'un bon final de temporada 2006-2007, Beckham va recuperar el seu lloc a la selecció per al partit amistós contra el Brasil on va fer una assistència de falta (1-1), i el partit crucial per a les eliminatòries de l'Eurocopa 2008. l'octubre del 2007 contra Estònia (3-0) on va fer dues assistències, salvant així la posició del tècnic.
El 12 de desembre de 2007, Fabio Capello va ser nomenat entrenador d'Anglaterra. Com el seu predecessor, la seva primera gran decisió va ser retirar Beckham de la plantilla, deixant l'antic capità amb 99 seleccions i provocant una campanya de premsa hostil dels mitjans que el van criticar per no deixar-lo arribar al centenar de seleccions.

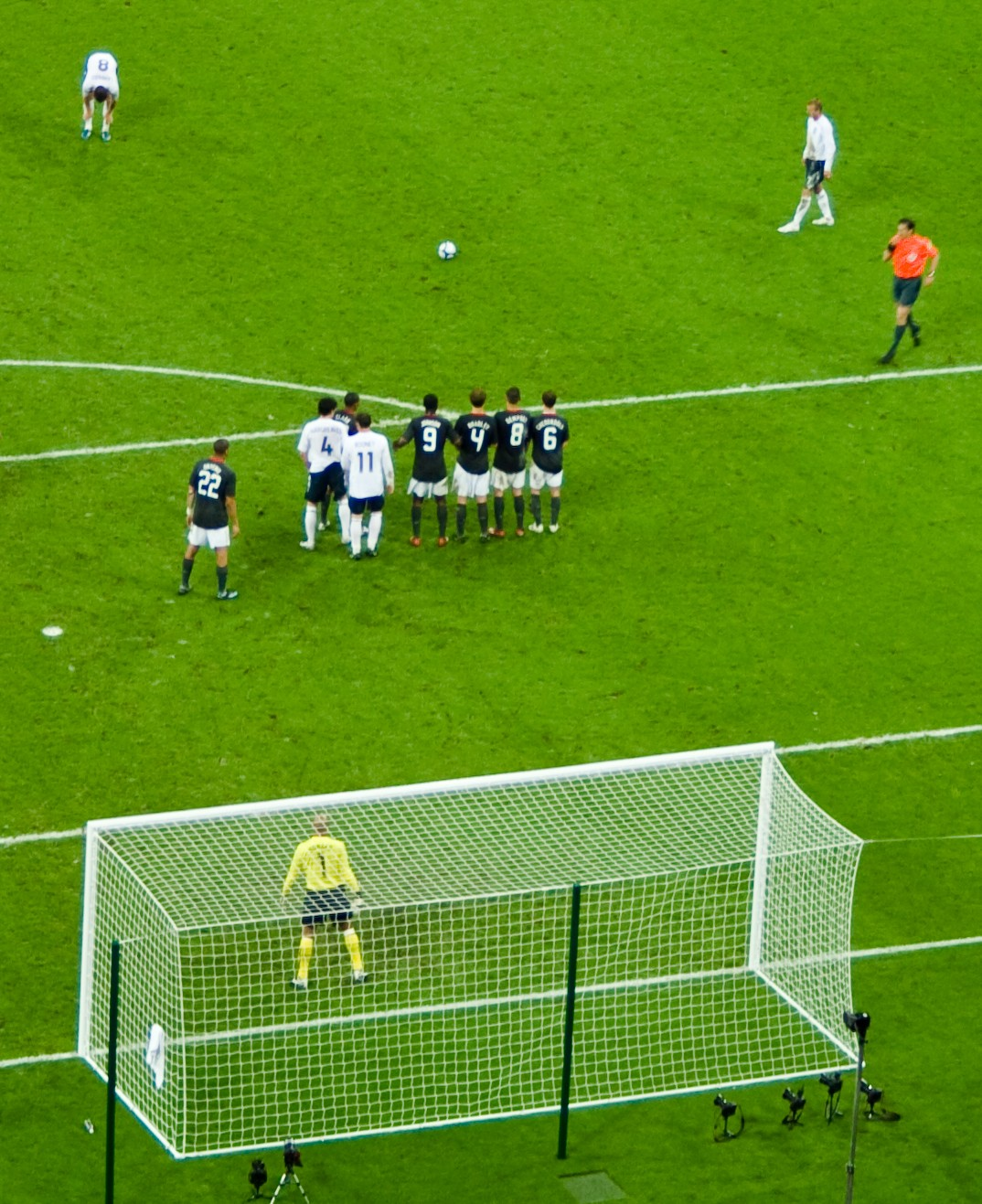
Beckham es prepara per llançar un tir lliure per a Anglaterra el maig del 2008.

El 26 de març de 2008, Beckham va entrar a la llegenda del futbol anglès superant la fita dels 100 partits amb la selecció nacional, en un partit amistós contra França a l'Stade de France on va rebre una gran ovació dels seguidors dels dos camps. Només quatre jugadors anglesos abans que ell han tingut el privilegi d'accedir a aquest club tan exclusiu.
El 28 de març de 2009, Beckham va establir un nou rècord d'aparicions contra Eslovàquia a la ronda de classificació de la Copa del Món de 2010, trencant el rècord anterior de jugador de camp, en poder de Bobby Charlton.
El diumenge 14 de març de 2010, es va lesionar durant el partit AC Milan - Chievo Verona. Operat d'una ruptura del tendó d'Aquil·les l'endemà, no va participar en la Copa del Món de la FIFA 2010, però encara va acompanyar els seus companys el juny de 2010 a Sud-àfrica.
David Beckham no va tornar a jugar mai més a Anglaterra, on és el segon jugador amb més partits de la història amb 115 seleccions per darrere de Peter Shilton (125), així com un membre dels top 30 golejadors (27). Beckham també és el quart jugador d'Anglaterra amb més capitans amb 59 partits. Davant d'ell hi ha Billy Wright i Bobby Moore (90) i després Bryan Robson (65).

### Reformació (des de 2013)

#### Propietari de l'Inter Miami CF
El gener de 2018, David Beckham va anunciar la creació d'un equip de futbol a Miami L'adquisició es produeix com a resultat d'una recompensa donada pels executius de la Major League Soccer el 2007 després de la seva arribada al Los Angeles Galaxy: el dret de crear una franquícia a un preu reduït (25 milions de dòlars enfront de 150 milions de dòlars). Malgrat la forta oposició d'alguns residents a la construcció d'un estadi, Beckham va presentar el Miami Freedom Park uns mesos després: un complex esportiu que allotja un estadi de 25.000 places, diversos camps d'accés obert, oficines i restaurants per un import estimat de mil milions de dòlars.
L'agost de 2018, Beckham va rebre el Premi President de la UEFA 2018 per la seva trajectòria i la seva contribució a l'esport. És el tercer anglès que rep aquesta distinció després de Sir Bobby Robson (2002) i Sir Bobby Charlton (2008). «És un honor per a mi rebre el Premi President de la UEFA», va dir David Beckham. «Al llarg de la meva carrera, sempre he donat el 100%, sempre he buscat respectar valors com el treball en equip i el joc net, i estic orgullós d'incorporar-me a les files de jugadors il·lustres que han rebut aquesta distinció».
| « | La meva carrera al futbol m'ha permès participar activament en la millora de les condicions de vida de molts nens d'arreu del món, en cooperació amb UNICEF, i estic molt content de poder ajudar a la comunitat”, ha explicat. “Quan la gent confia en tu, tu confies en tu mateix. Donant suport als nens en general, i a les noies en particular, la meva fundació, 7 David Beckham, els ajuda a desenvolupar el seu potencial. | » |

El 5 de setembre de 2018 especifica a les seves diferents xarxes socials que «És un nom que celebra la increïble energia d'una de les ciutats més emocionants del món, la seva diversitat, la seva passió, les seves ambicions».

## Estil de joc: migcampista passat versàtil

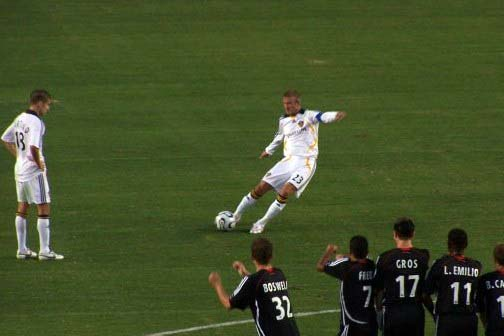
Beckham marca el seu primer gol amb el LA Galaxy des d'un tir lliure.

Beckham destaca d'altres jugadors pel seu particular perfil tècnic. A principis dels anys 2000, probablement era un dels jugadors més precisos del món en el joc llarg. A més de la seva particular posició corporal quan juga les seves obertures, creus o tirs lliures, la corba que li dóna a la pilota també el fa únic. Beckham sovint només mostra algunes de les seves habilitats a l'hora d'arrancar. Té la capacitat de centrar quan està parat sense necessitat de desbordar-se. També es destaquen les seves qualitats de control. Pel que fa a la seva velocitat, li costa accelerar, sobretot al seu carril, tot i que no és especialment lent amb la pilota als peus. Beckham també és famós pels seus tirs lliures. La seva tècnica consisteix a fer pujar la pilota molt alt perquè baixi a l'últim moment sobre el cap d'un atacant, fent-la inaccessible als defensors i al porter. El que també el fa perillós a les posicions amples és la seva capacitat per marcar directament gràcies a la corba donada a la pilota.
David Beckham és un migcampista polivalent capaç de jugar al centre o a la dreta. Tanmateix, fora del seu període de Manchester on sempre juga al flanc dret, l’Spice Boy ha lluitat per especialitzar-se en una posició. Com a migcampista ofensiu dret, la seva falta de velocitat i habilitats de dribbling el fan menys essencial en aquesta posició. Com a migcampista central, migcampista de relleus o creador de joc, la seva qualitat en el joc curt no està a l'alçada del seu joc llarg, i no té la gamma tècnica dels veritables jugadors, ni l'agressivitat i la confiança a l'hora d'enfrontar-se als migcampistes defensius. Com a conseqüència, durant les seves estades a Madrid i Milà, es va posicionar en diferents llocs segons les necessitats dels seus entrenadors, que també sabien que podien confiar en la professionalitat de Becks. David Beckham és conegut per recollir targetes grogues i vermelles al llarg de la seva carrera (onze expulsions en tota la seva carrera al club i 164 cartons), que van provocar diversos graus de controvèrsia. És el primer capità d'Anglaterra a ser expulsat, així com el primer jugador d'Anglaterra a rebre dues targetes vermelles. La targeta vermella més famosa de Beckham va arribar durant la Copa del Món de 1998: després d'haver provocat l'argentí Diego Simeone, Beckham intenta un viatge sobre el defensa argentí. Anglaterra no va poder guanyar el partit i Beckham va ser vilipendiat al seu retorn a casa.

## Palmarès

### Campionats nacionals
| Títol                  | Club                   | País         | Any     |
| ---------------------- | ---------------------- | ------------ | ------- |
| FA Premier League      | Manchester United FC   | Anglaterra   | 1995-96 |
| FA Cup                 | Manchester United FC   | Anglaterra   | 1995-96 |
| Community Shield       | Manchester United FC   | Anglaterra   | 1996    |
| FA Premier League      | Manchester United FC   | Anglaterra   | 1996-97 |
| Community Shield       | Manchester United FC   | Anglaterra   | 1997    |
| FA Premier League      | Manchester United FC   | Anglaterra   | 1998-99 |
| FA Cup                 | Manchester United FC   | Anglaterra   | 1998-99 |
| FA Premier League      | Manchester United FC   | Anglaterra   | 1999-00 |
| FA Premier League      | Manchester United FC   | Anglaterra   | 2000-01 |
| Supercopa d'Espanya    | Real Madrid CF         | Espanya      | 2003    |
| Lliga espanyola        | Reial Madrid CF        | Espanya      | 2007    |
| Conferència Oest (MLS) | Los Angeles Galaxy     | Estats Units | 2010    |
| MLS Supporter's Shield | Los Angeles Galaxy     | Estats Units | 2010    |
| Copa MLS               | Los Angeles Galaxy     | Estats Units | 2011    |
| Copa MLS               | Los Angeles Galaxy     | Estats Units | 2012    |
| Ligue 1                | Paris Saint-Germain FC | França       | 2013    |

### Copes internacionals
| Títol                 | Equip                | País       | Any     |
| --------------------- | -------------------- | ---------- | ------- |
| Lliga de Campions     | Manchester United FC | Anglaterra | 1998-99 |
| Copa Intercontinental | Manchester United FC | Anglaterra | 1999    |

### Premis individuals
| Premi                                      | Any     |
| ------------------------------------------ | ------- |
| Jugador Jove de l'Any a Anglaterra         | 1997    |
| Jugador Més Valuós de la Lliga de Campions | 1998-99 |
| Onze de Plata                              | 1999    |
| Persona Esportiva de l'Any de la BBC       | 2001    |
| Pilota de Plata                            | 2001    |
| Pilota de Bronze                           | 2002    |
| Onze de Bronze                             | 2003    |
| Inclòs a la llista FIFA 100                | 2004    |